# Knieperstraße 2 (Stralsund)
Das Wohnhaus Knieperstraße 2 in Stralsund ist ein denkmalgeschütztes Bauwerk in der Knieperstraße.

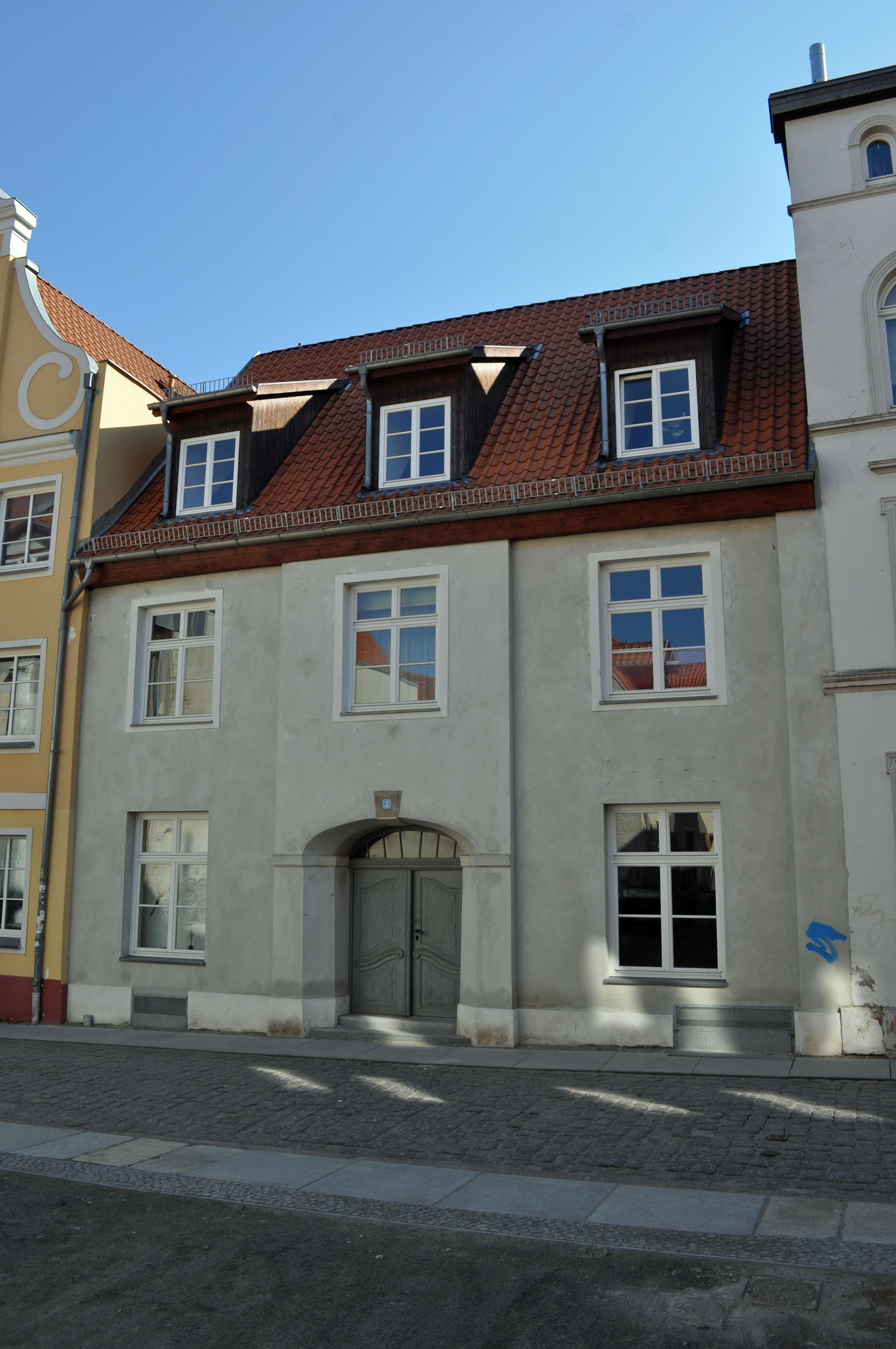
Haus Knieperstraße 2 in Stralsund (2012)

Das zweigeschossige, dreiachsige Traufenhaus wurde in der zweiten Hälfte des 18. Jahrhunderts errichtet. Das verputzte Gebäude weist eine als flache Vorlage ausgebildete mittlere Achse auf; im Erdgeschoss befindet sich hier das von korbbogigen Pilastern gerahmte Portal mit seiner original erhaltenen, geschnitzten Tür aus der Erbauungszeit.
Das Haus im Kerngebiet des von der UNESCO als Weltkulturerbe anerkannten Stadtgebietes des Kulturgutes „Historische Altstädte Stralsund und Wismar“ ist in die Liste der Baudenkmale in Stralsund eingetragen.